# Cephalocera namaquensis
Cephalocera namaquensis är en tvåvingeart som beskrevs av Hesse 1969. Cephalocera namaquensis ingår i släktet Cephalocera och familjen Mydidae. Inga underarter finns listade i Catalogue of Life.